# 시리아 해군

시리아 해군(Syrian Navy, SyN 또는 SN)은 공식적으로 시리아 아랍 해군(Syrian Arab Navy, SyAN 또는 SAN, 아랍어: الْعَرَبِيَّةُ السُّورِيَّةُ, 로마자: al-Baḥrīyah al-ʿArabīyah as-Sūrīyah)으로 호칭되며, 시리아군의 해군이다. 시리아 해군의 주요 역할은 국가 해안을 방어하고 시리아 영해의 안보를 보장하는 것이다. 해안방위군과 시리아 해병대는 20세기 후반부터 해군에 배속됐다. 시리아 해군은 수병 4,000명, 예비군 2,500명, 해병 1,500명으로 구성된 비교적 작은 해군이다. 이 부대는 바니야스, 라타키아, 미네트 엘베이다, 타르투스 항구에 기지를 둔 시리아군 라타키아 지역 지휘하에 있다. 시리아군 중 가장 작은 부분이다.